# Feroseta prisca
Feroseta prisca là một loài côn trùng trong họ Mantispidae thuộc bộ Neuroptera. Loài này được Poinar miêu tả năm 2006.